# 仙峰日月洞
仙峰日月洞，是位於臺灣南投縣中寮鄉永福村的人造洞穴，原為當地人陳清泉為避難而在1969年起耗費十餘年鑿造，中途改為娛樂用途，成為當地觀光景點。

## 歷史

### 建立由來
陳清泉與妻子廖物在搬到中寮仙峰後，就以種植香蕉、樹薯、番薯維生。居住地雖海拔標高只有五、六百公尺，但因上下坡落差近三百公尺，到山下的撻子灣聚落就約路程兩公里。
1969年中秋時節強烈颱風來襲，陳清泉一家八口居住的竹管厝被吹倒，全家以兩小時走下山向親戚求助避難。使得剛滿五十歲的陳清泉決定要開鑿山洞讓全家安穩山居，於是先在家屋旁的一處堅硬岩壁山坡，簡單畫了二、三間洞室的草圖。
陳清泉決定鑿石為屋之初，先遭全家人反對，動工以後又遭到親友們責罵愚笨。鑿洞初期，陳清泉見到幾位上山玩樂的國中生發現此奇洞後會呼朋引伴再來，便決定要為這些孩童開出一條千迴百轉的山洞。他白天做工回來後就開始以小鐵鑽、大鐵槌鑿起山洞來，直到凌晨二、三時。他設計著重通過時需運用各種姿勢，有時要蹲行或匍匐前進，有時要腳前身後倒著走，有時又要「倒栽蔥」爬下去。他也因附近無廟宇可供禮拜，自己雕刻觀世音及福德正神神像在山洞出入口上方恭奉。

### 成為景點

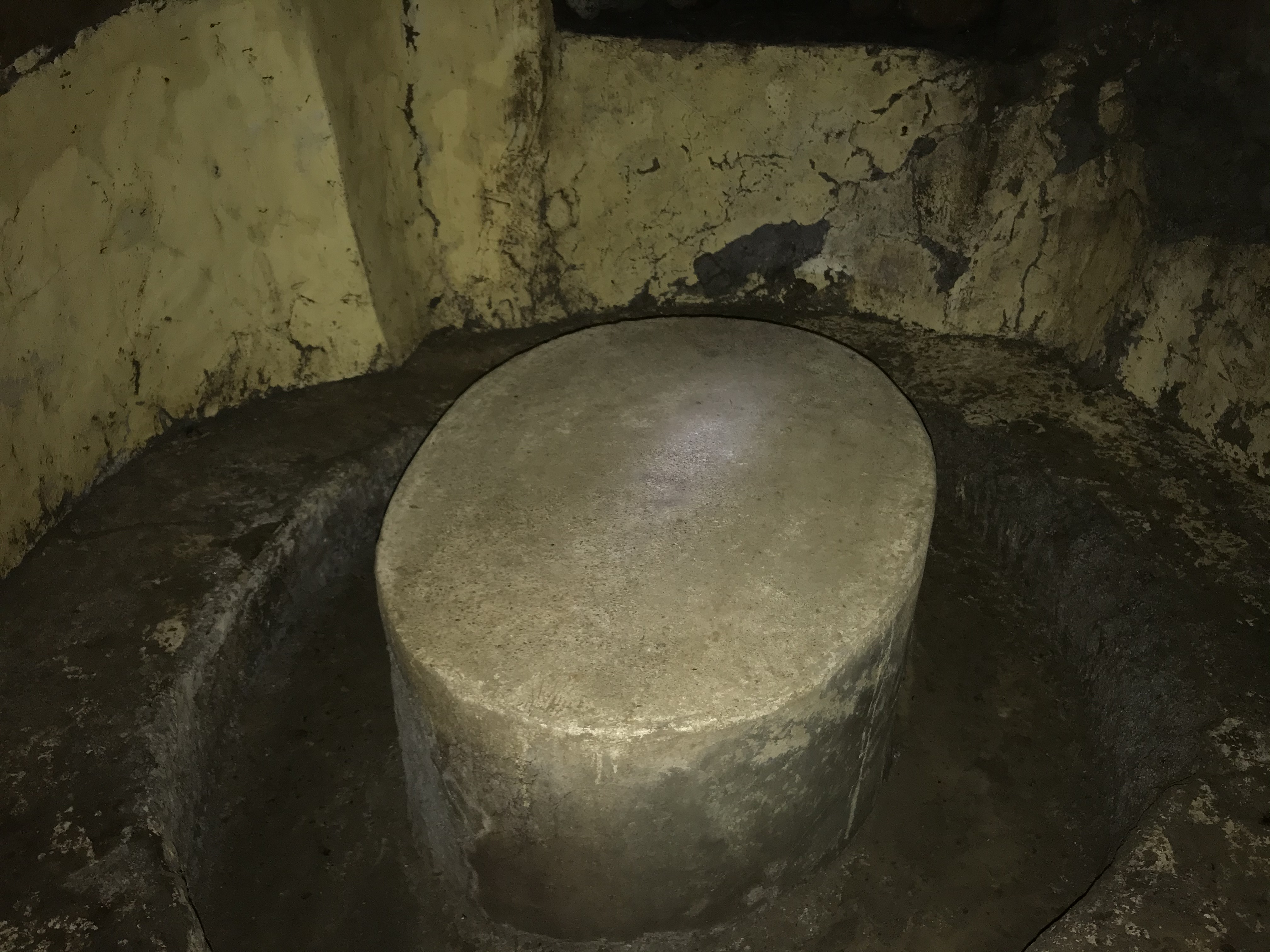
客廳

1977年，記者採訪時已見到洞外有兩個石門，門上有國旗、國徽、日月星象，山洞已挖了好幾公尺深。山洞分有外洞與內洞：外洞是面積兩坪、高可容人、具有圓形石桌的客廳，置有孫中山遺像及蔣中正遺像；內洞設有石床的臥室、廚房、走廊等等。記者將陳清泉比喻為「現代愚公」，讚美像其精神「正是今日身處風雨飄搖中的自由中國人民」所必須具備條件。
1978年時，此洞已是記者介紹的旅遊景點，並建議可從南投鎮搭往鄉親寮的彰化客運在永康國小站下車，再沿指標指示路徑步行二公里、走四十分鐘山路就可到達。不僅有來自各地民眾前往關心、參觀，還有一名從台中縣烏日鄉來的人士送來四支長二尺的鑿山專用鐵鑽，仔細指點陳清泉更有效的開鑿方式。中寮鄉公所為此開闢產業道路，讓遊客可搭乘小型車直抵洞前。
到了1980、1981年間，洞不僅只是二、三個洞室，已經變成擁有近十個大小不同功能的洞室，且進出自始的完整石洞。完工後，坑道總長度約五十二公尺，從入口起算二十三公尺處穴形如日，二十七公尺處則似半弦月，故稱為「日月洞」。洞內最高處為七台尺，最低處兩點八台尺，最寬處兩點五台尺，最窄處僅一台尺。

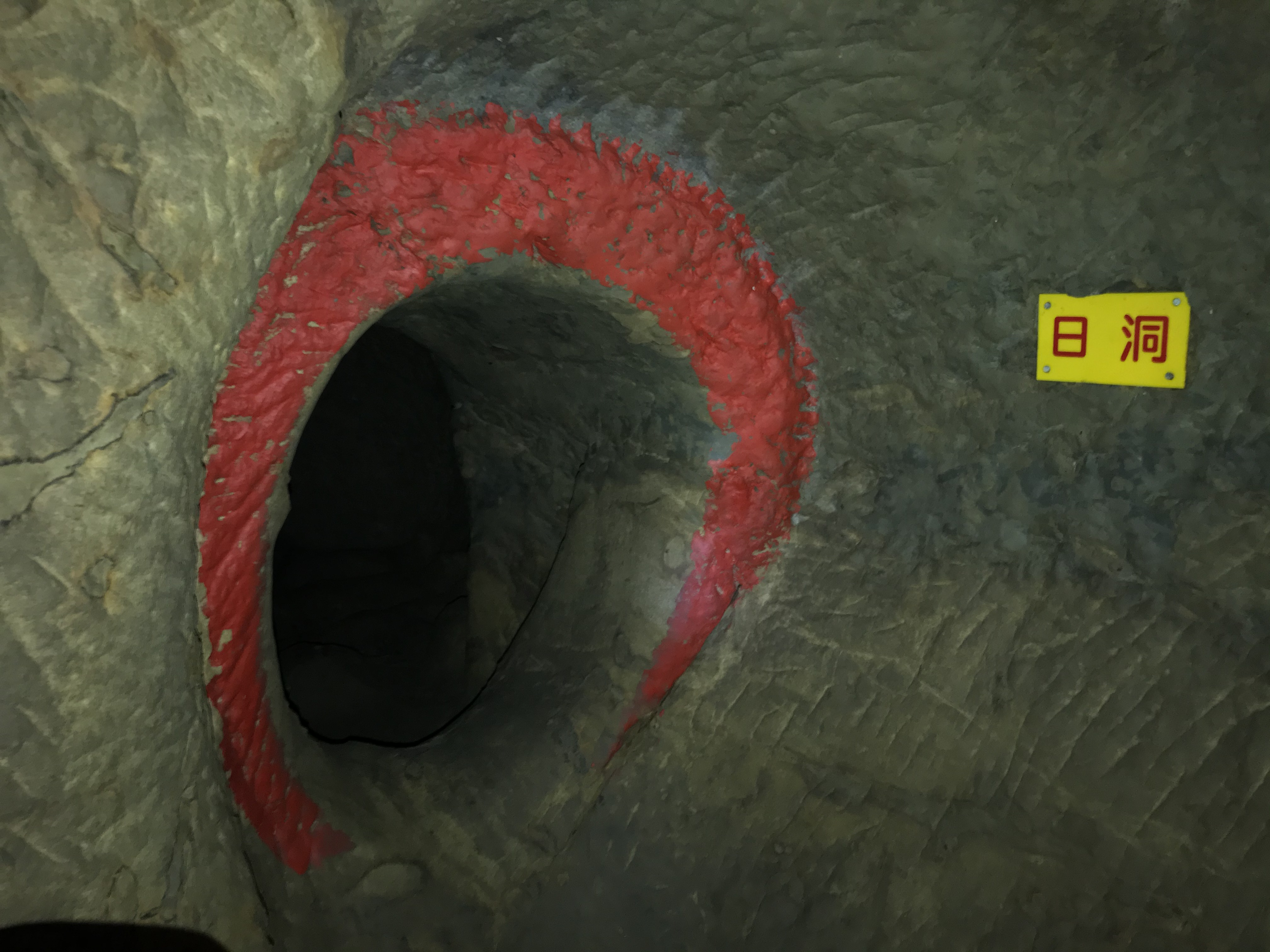
日洞

1980年代，年輕人喜歡來此鑽洞，一度成為中寮最著名的探險景點。由於遊客大增，廖物在家中偏屋裡開始賣蠟燭、飲料和泡麵。陳清泉更在洞外造就了許多石灶以供遊客烤肉、開闢停車場與公共廁所。在1986年時，洞外還有一張重達一百廿五公斤的人士照片，以表示這樣體型依然也可以入洞探險。

### 兒子繼承
陳清泉謝世後，日月洞人氣漸散，又因地震更是人煙稀少。會在洞前思念丈夫的廖物，表示丈夫七十五歲時過世後，若遇到颱風、豪雨等危險狀況，她還是習慣將日月洞清理乾淨，以求就近避難。2006年，兒子陳乃未從警務佐退休後，照顧父親留下來的日月洞。